# سلاتینا، کرواسی
سْلاتینا (به کرواتی: Slatina, Croatia) شهری در شهرستان ویروویتیتسا-پودراوینا کشور کرواسی است که جمعیت آن در سال ۲۰۱۱ میلادی ۱۴٬۳۶۷ نفر بوده‌است.